# Birger
Birger er et drengenavn, der stammer fra det norrøne Birgir, udledet af verbet biarga (= at bjerge, at hjælpe). Navnet har ikke mindst været populært i Sverige, hvorfra det er kommet til Danmark. 
En variant er Birge, og de to navne bæres af i alt lidt flere end 2.500 danskere, ifølge Danmarks Statistik. I perioden 2000-2020 blev blot 5 danske børn navngivet Birger.
Børge er en variant af navnet.
Birger var et almindeligt navn i Norge i middelalderen, og kendes også i formen Berge, men er med årene blevet mindre populært.

## Kendte personer med navnet
- Jodle Birge, dansk sanger.
- Birger Brosa, svensk statsmand.
- Birger Gunnersen, dansk ærkebiskop.
- Birger Jarl, svensk rigsjarl
- Birger Jensen, dansk skuespiller.
- Birger Jensen, dansk fodboldspiller.
- Steen Birger Jørgensen, dansk sanger i Sort Sol.
- Birger Larsen, dansk fodboldspiller.
- Birger Larsen, dansk filminstruktør.
- Birger Magnusson, svensk konge.
- Birger Munk Olsen, dansk middelalderfilolog.
- Birger Pedersen, dansk fodboldspiller.
- Birger Sjöberg, svensk forfatter, komponist og sanger.

## Navnet anvendt i fiktion
- Arkivaren Birger Bertramsen er en af hovedpersonerne i tv-julekalenderen Alletiders Jul samt efterfølgerne hertil, og han spilles af Jesper Klein.
- I serien Rip, Rap og Rup På Eventyr, således også i den nye reboot-serie Ducktales 2017, hedder Bjørnebandens lederfigur Birger.